# Plastic
Plastic – polski zespół muzyczny wykonujący muzykę elektroniczną, założony w 2003 roku przez duet: Agnieszkę Burcan (kompozytorka, autorka tekstów, wokal, klawisze, producent muzyczny) i Pawła Radziszewskiego (gitara, bas, producent muzyczny).

## Historia

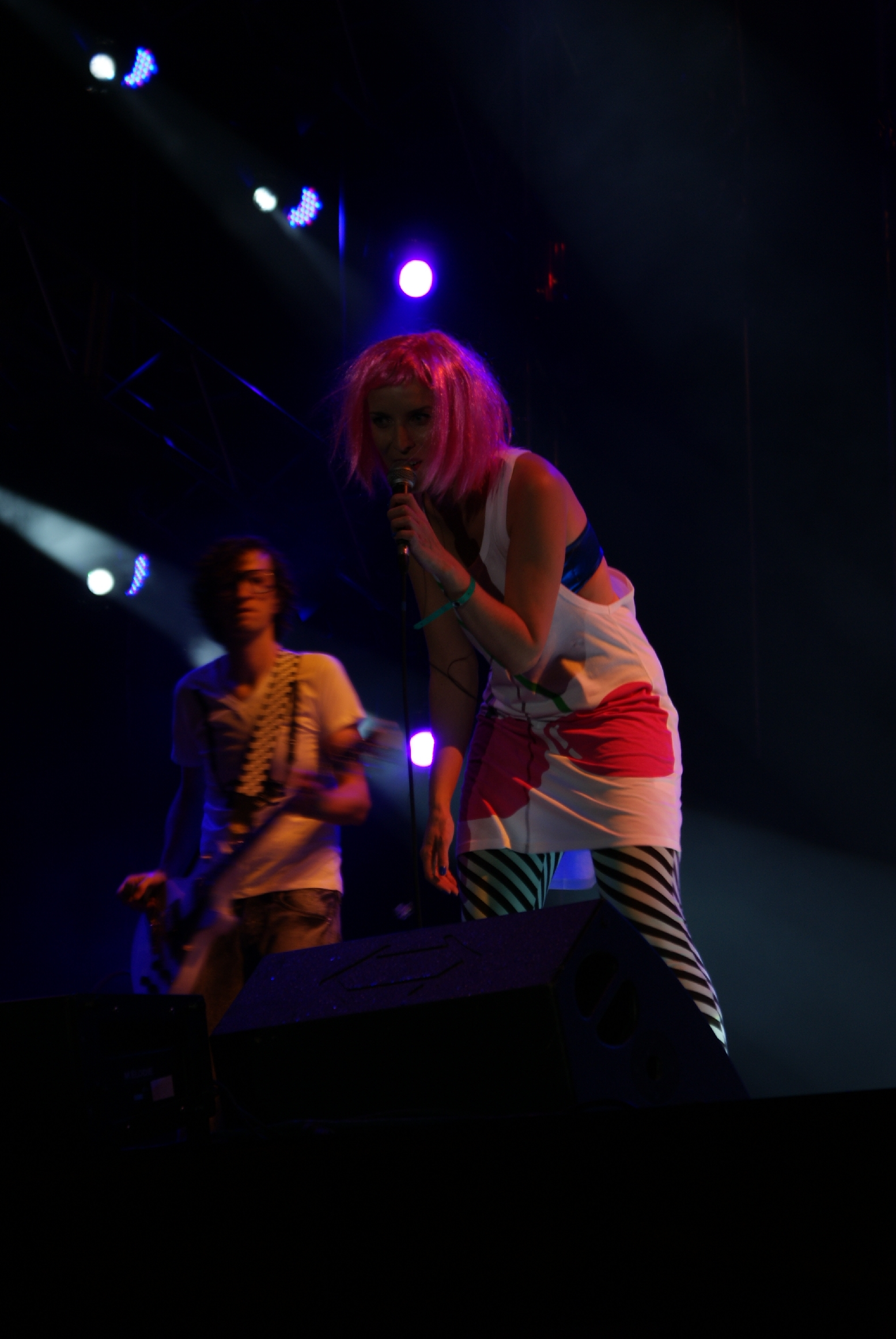
Plastic podczas występu na Orange Warsaw Festival w 2009 roku

### 2003–2005: Początki
Zespół Plastic powstał w 2003 roku z inicjatywy Agnieszki Burcan, absolwentki Wydziału Jazzu i Muzyki Rozrywkowej w sekcji kompozycji i aranżacji oraz wokalu Akademii Muzycznej w Katowicach, oraz gitarzysty i basisty – Pawła Radziszewskiego. W swej muzyce grupa łączy ze sobą elementy muzyki elektronicznej, house’u, electro-popu, funku, drum’n’bassu i chilloutu.
Pierwsze kroki: w 2003 roku na kompilacji Klubowe Granie znalazł się utwór „Plastic Sound”, a w 2004 roku utwór „Nice Girl” znalazł się na składance POZYTYWNE WIBRACJE VOL. 6.

### 2006:Plastic,
Debiutancki album studyjny zespołu – Plastic, ukazał się 9 czerwca 2006 roku. W tym samym roku Plastic otrzymał nominacje do Nagród Muzycznych Fryderyk w dwóch kategoriach: Album Roku – Muzyka Klubowa i Nowa Twarz Fonografii. Pierwszymi singlami z albumu Plastic były utwory „Oo lala”, „Nice girl” i „Superstar”, wydane przez Pomaton EMI w 2006. Oprócz wersji radiowej utworu, na płytowej wersji ostatniego singla znajdują się również jego remiksy autorstwa Happy Hour People i Bee Hunter oraz teledysk w reżyserii Kobasa Laksy. Klip otrzymał nominacje do nagród Yach Film Festival 2007 w trzech kategoriach: Najlepszy reżyser, Plastyczna aranżacja przestrzeni (Olga Lustych, Dorota Kudła) oraz Inna energia. Podczas uroczystej gali wręczenia nagród Kobas Laksa otrzymał nagrodę specjalną od organizatorów – Drewnianego Yacha.

### Piosenka dla Europy 2008
Rok później duet zgłosił się do udziału w krajowych eliminacjach do Konkursu Piosenki Eurowizji – Piosenka dla Europy 2007 z utworem „Wake Up with Your Music”, który znalazł się na piętnastym miejscu listy sporządzonej przez Komisję Artystyczną Telewizji Polskiej, tym samym trafił na piąte miejsce listy rezerwowej.
W 2008 roku zespół ponownie zgłosił swoją propozycję – „Do Something” – do udziału w selekcjach eurowizyjnych – Piosenka dla Europy 2008, trafiając na pierwsze miejsce na liście rezerwowej. Po dyskwalifikacji propozycji „Kieubasa” Krzysztofa Zalewskiego, duet zakwalifikował się do finału eliminacji, w którym zajął ostatecznie piąte miejsce. W październiku tego samego roku Plastic wygrał międzynarodowy konkurs Pepsi Vena Music Festiwal, pokonując ponad 700 zespołów z całego świata, a w listopadzie został supportem koncertu Róisín Murphy na Arenie Ursynów w Warszawie.

### 2009–2012:P.O.P.
19 października 2009 roku ukazał się drugi album studyjny zespołu – P.O.P. (Popular Ordinary Problems). Na płycie gościnnie wystąpili Eddie Stevens (Moloko, Róisín Murphy, Zero 7, Freak Power, Sia) oraz Tomson & Wozz (Afromental). Tego samego dnia zrealizowano zdjęcia do singla promującego wydawnictwo – „Lazy Day”. Reżyserem klipu nakręconego w Hali Hollywood został Kuba Łubniewski, który otrzymał nominację do nagrody Yach Film Festival 2010 w kategorii Innowacyjność w wideoklipie.

### Od 2013:Living in the iWorld
W 2013 roku premierę miał trzeci album studyjny Plastic – Living in the iWorld, który promują single „Long Way Home”, „Tak cię kocham” oraz „I Want U”, wydany w 2014 roku w formie minialbumu zawierającego zestaw remiksów dziewięciu młodych zespołów i didżejów niezależnej sceny polskiej i zagranicznej: Xxanaxx, Rubber Dots, The Dumplings, The And, Mathplanete, No Drama, Bee Hunter, oraz 2 szwedzkich artystów: Moist i PaleSkinnySwede.
Teledysk Plastic „I Want U” nawiązuje estetyką do klasycznych animacji z drugiej połowy XX wieku – takich jak „Yellow Submarine” The Beatles, czy „The Wall” Pink Floyd. Reżyserem pomysłodawcą i wykonawcą klipu jest Dawid Krępski. Stworzył barwną podróż przez wyobraźnię i podświadomość nasyconą symbolami popkultury. Teledysk zrealizowano klasyczną, pracochłonną techniką animacji rysowanej. Członkowie zespołu Plastic pojawiają się w klipie dzięki metodzie @rotoscopingu – czyli ręcznego rysowania na bazie nagranego filmu video. Na potrzeby teledysku powstało ponad 1500 rysowanych ręcznie klatek, które następnie zostały zeskanowane i kolorowane komputerowo.
W tym samym roku duet wydał swoją wersję utworu „Miracle”, będącą oficjalnym polskim remiksem singla brytyjskiego zespołu Hurts.

### 2019
Singiel U Gonna Love It zapowiada czwarty album Plastic. Utwór jest połączeniem tanecznej muzyki elektronicznej z akustycznym wstępem inspirowanym muzyką klasyczną epoki baroku. W U Gonna Love It Plastic wykorzystuje część swojej kolekcji instrumentów klawiszowych: Roland Juno 106, Moog Prodigy, Arp Oddysey, Korg MS20, Oberheim OB-8, Roland Vocoder Plus VP-330, Crumar Performer, Solina String Synthesizer.
Autorem teledysku do U Gonna Love It jest Dawid Krępski, który jest także twórcą innego klipu Plastic – I Want U. Teledysk inspirowany jest Internetem, wakacjami oraz nurtem Vaporware. Klip znalazł się na 15 miejscu w zestawieniu The Best Music Videos of 2019 amerykańskiego portalu rozrywkowego Thrillist
Singiel „Out Of Control” manifestujący wolę walki o własną przestrzeń od pierwszych taktów określa charakterystyczne niegrzeczne brzmienie basu (Rickenbacker) i saksofonu barytonowego. Inspirowany nocnym spacerami po metropoliach ze słuchawkami w uszach teledysk do „Out Of Control” stworzył także Dawid Krępski. Plastic z Dawidem od lat tworzą udaną kooperację. Światła, neony, odbicia stają się wizualną reprezentacją muzyki.
Singiel pojawił się z towarzyszeniem klubowej trasy koncertowej „OUT OF CONTROL TOUR”.

### 2020
Piosenka „Dream Dancing” duetu Plastic znalazła się na ścieżce dźwiękowej filmu Jana Komasy pt. Sala samobójców. Hejter.
Plastic podczas pandemii Covid 19 :
PlastiCochella to sentymentalny projekt koncertowy online z cyklu Plastic’owe Festiwale. Duet Plastic nie poddając się marazmowi wirusa postanowił zagrać na legendarnym festiwalu Coachella, dostosowując możliwość koncertowania do stanu epidemii Covid-19. Marzenie występu na kalifornijskim festiwalu spełnił poprzez swoje social media – na facebookowym i instagramowym profilu zespołu. Koncert online odbywał się w dwa kwietniowe weekendy (12 i 19.04.2020), gdy powinien odbywać się jeden z najważniejszych festiwali muzycznych na świecie – Coachella (odwołany z powodu pandemii). Cykl to sposób na poradzenie sobie z zastaną pandemiczną rzeczywistością. Kolejne wydarzenie z cyklu to „Plastic Pomarańcz Festival” odbyło się 07.06.2020. Plastic wspominał na nim swój występ na Orange Warsaw Festival w 2009 roku.

### 2021
Kolejny album Plastic “SPACE” 2021 – zabiera słuchaczy w eklektyczny świat elektroniki i alternatywnego popu.
Na czwartym autorskim albumie Plastic powraca do swoich korzeni - muzyki która podbijała klubowe parkiety.
Album zapowiadały single do których teledyski stworzył Dawid Krępski:
„U Gonna Love It” (klip zwycięzca PL Music Video Awards 2019 w kategorii Muzyka Elektroniczna, teledysk znalazł się też na 15 miejscu w zestawieniu The Best Music Videos 2019 amerykańskiego portalu rozrywkowego Thrillist),
„Out Of Control”, któremu towarzyszyła trasa koncertowa pod tym samym tytułem (teledysk do ”Out Of Control” znalał się w półfinale International Songwriting Competition).
„Waiting For A Plane” singiel z udziałem niezwykłych gości: laureatów Grammy – Randiego Breckera i Włodka Pawlika oraz Krzysztofa Antkowiaka (utwór znalazł się w półfinale International Songwriting Competition),
„Gonna Get U” (wydany w formie EP z 6 remiksami),
„Dream Dancing”, (utwór który kinomanii mogli usłyszeć w filmie Jana Komasy – „Sala samobójców. Hejter”) 
Piosence towarzyszył taneczny klip autorstwa Dawida Krępskiego ukazujący wyludnione ulice Los Angeles podczas pandemii Covid 19.
2022 “Tears On My Party Night” singiel ukazał się z wersją w Dolby Atmos i teledyskiem, którego twórcą jest Dawid Krępski.
2023 “Do Something” - Pierwsze wydanie archiwalnego utworu, wykonanego w polskich preselekcjach Eurowizji 2008 ukazało się dokładnie w 15 rocznicę tego wydarzenia. Utwór towarzyszył wiosennej ramówce stacji TVN.

## Koncerty i festiwale
Plastic wystąpił na wielu prestiżowych festiwalach: Open’er Festival, Coke Live Music Festival, Nokia Trends Lab, Free Form Festival, finał Keep The Moment, Pepsi Vena Music Festival, Orange Warsaw Festival, Levi’s Music Tour, Most Die Brücke, Canadian Music Week.
Grali przed Roisin Murphy, MGMT, Calvinem Harrisem i Sofi Tukker.

## Remixy
Plastic remiksuje też utwory innych artystów. Ich dzieła to m.in. oficjalne polskie remiksy hitów „Pumped Up Kicks” amerykańskiej grupy Foster the People i “Miracle” brytyjskiego duetu Hurts i remiks „Miłość! Uwaga! Ratunku! Pomocy!” zespołu Hey.

## Dyskografia

### Albumy studyjne
- 2006: Plastic
- 2009: P.O.P.
- 2013: Living in the iWorld
- 2021: SPACE

### EP
- 2014: „I Want U” EP
- 2020: „Gonna Get U” EP

### Single
- 2006: „Oo lala”
- 2006: „Nice Girl”
- 2006: „Superstar”
- 2009: „Lazy Day”
- 2009: „Never Been Better”
- 2010: „Not So Sad Story”
- 2013: „Tak cię kocham”
- 2013: „Dlatego – Because”
- 2013: „Long Way Home”
- 2014: „I Want U”
- 2014: „Niekołysanka – No Lullaby”
- 2019: „U Gonna Love It”
- 2019: „Out Of Control”
- 2020: „Waiting For A Plane”
- 2020: „Gonna Get U”
- 2021: „Dream Dancing (I Hear The Music)”

Single